# جورج غروندي دان
جورج غروندي دان (بالإنجليزية: George G. Dunn)‏ هو محامي وسياسي أمريكي، ولد في 20 ديسمبر 1812 في الولايات المتحدة، وتوفي في 4 سبتمبر 1857. حزبياً، نشط في حزب اليمين. وقد انتخب عضو مجلس ولاية إنديانا وانتخب عضو مجلس النواب الأمريكي.